# 岡崎潤司
岡崎 潤司（おかざき じゅんじ、1962年2月24日 - ）は、TBSの元アナウンサーで、元TBSホールディングス経営企画局グループ企業部担当部長。
北海道余市町出身。実家は米穀店。小樽潮陵高等学校、早稲田大学教育学部社会科地理歴史専修卒業。

## 来歴・人物
大学生時代は放送研究会に所属。大学時代、高校教員採用試験にも合格していたが、マスコミ界に入りたいがために留年を決意。入社試験は一般職とアナウンサーの両方を受け、本人曰く「自身が無かった」アナウンサーの方に合格。卒業後1986年4月にTBSにアナウンサー22期生として入社（同期には岡田泰典・武方直己・戸崎貴広）。入社から約10年間はアナウンサーとして活躍。森本毅郎時代の『モーニングEye』では、マッハ文朱とのコンビで出演していたこともあった。『アッコにおまかせ!』では中継リポーターを担当していた。
1996年2月に業務部に異動。同月9日23時55分のラジオニュースがアナウンサーとして最後の出演となり、前番組（『YO!HO!』）のエンディングで後輩の小林豊から感謝とねぎらいを受けての登場となった。
2017年頃からTBSテレビ編成局アナウンス部次長から異動になった。
2022年2月を以って定年退職した。

## エピソード
- 好きだったラジオ番組は『欽ちゃんのドンといってみよう!』、『ザ・パンチ・パンチ・パンチ』、そして地元STVラジオの『臼井佳子のアタックヤング』[2]。
- 大学は5年かかって卒業、“5年生”だった当時は仕送りを止められたため、リクルートで求人情報誌の営業のアルバイトをしていた[3]。また、岡崎が通っていたアナウンスアカデミーでは、後に九州朝日放送のアナウンサーとなる園田哲也（現・事業局コンテンツ事業部長）と同期だった[2]。
- TBS入社当時、自ら付けていたキャッチフレーズは『背は低く　顔立ち悪く　声悪し』だったという[2]。
- TBSラジオで放送されていた番組『ハリキリラジオ』では、オカマバーに自ら乗り込んで取材をしたことがある[2]。
- 酒豪で、一度に1升5合ほど飲んだこともあるという[2]。
- TBS入社当時の会長だった諏訪博は高校の大先輩でもあった。

## 出演番組

### テレビ
- 週刊有線ベストヒット（1987年）[6][7]
- ホットチャート有線（1990年）[7]
- ビッグモーニング（1992年）[6][7]
- 親どき子どき（1993年）[6][7]
- アッコにおまかせ!
- モーニングEye（コーナー担当）
- 筑紫哲也 NEWS23（池田裕行休暇時のニュース担当）
- ぴりっとタケロー
- 遊々!お昼です
- そこが知りたい
- 元旦まで感動生放送!史上最大39時間テレビ「ずっとあなたに見てほしい 年末年始は眠らない」
- スポーツ中継（主にプロ野球・サッカー・相撲）
- CBSドキュメント（吹替え担当）

### ラジオ
- 岡崎潤司のハリキリらじお（1987年）[6][7]
- これからアクション（1987年）[7]
- もってけナイト 〜100万円クイズジャーナル〜（1991年）[6][7]
- TBSラジオ・どん!（1992年）[6][7]
- ヤンアナジョッキー（1992年）[7]